# Dorfkirche Nunsdorf
Die evangelische Dorfkirche Nunsdorf ist eine Saalkirche in Nunsdorf, einem Ortsteil der Stadt Zossen im Landkreis Teltow-Fläming in Brandenburg.

## Geschichte
Der barocke Sakralbau wurde im Jahr 1765 einschließlich des Kirchturms auf den Mauern eines Vorgängerbaus errichtet. Die Kosten beliefen sich auf „2757 Thaler und zwei Groschen“. In den Jahren 1991 bis 1995 sanierte die Kirchengemeinde das Bauwerk.

## Architektur

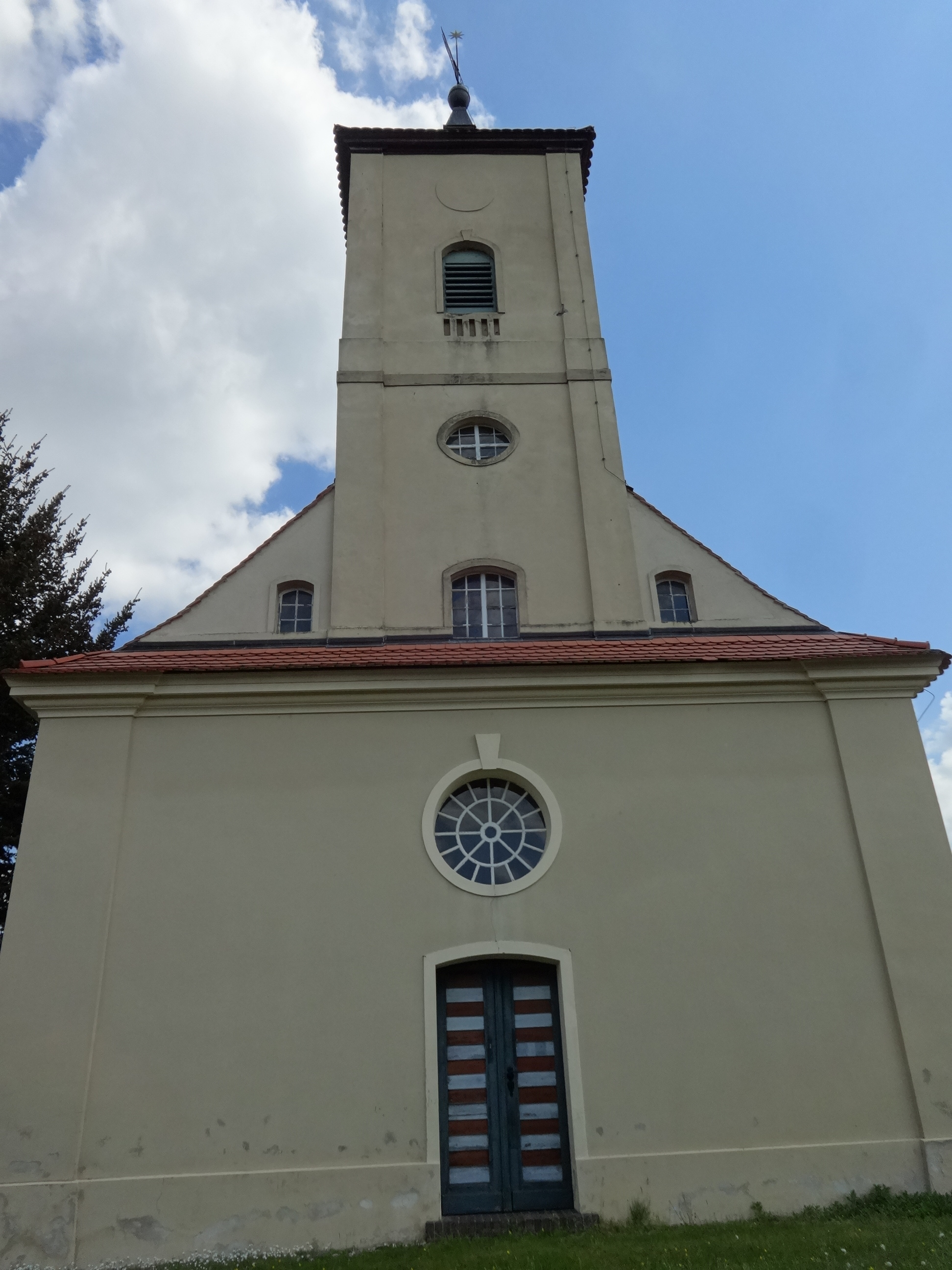
Westturm

Das Kirchenschiff ist mit einem schlichten Putz versehen, der in einem hellen Farbton angestrichen ist. An der Nord- und Südseite befinden sich je zwei parallel angeordnete, hohe Stichbogenfenster. Das Bauwerk kann durch ein bienenkorbförmiges Portal mit einer hölzernen, doppelflügeligen Tür betreten werden, das mittig an der südlichen Wand des Schiffs eingebaut wurde. Auf der gegenüberliegenden Seite ist dort eine gleich große Blende angeordnet. Gleiches gilt für die östliche Wand des Kirchenschiffs. Oberhalb der Öffnungen an der Nord- und Südseite ist an beiden Seiten achssymmetrisch je ein Radfenster eingearbeitet. Diese Mittelachsen werden durch Risalite hervorgehoben. Ein weiteres, ebenfalls bienenkorbförmiges Portal mit einem kreisförmigen Fenster befindet sich im Westturm. Die Türen und Fenster werden durch helle Faschen nochmals betont, während die Konturen des Kirchenschiffs sowie des Kirchturms mittels Lisenen gegliedert sind. Der Turm ist mit Ochsenaugen, einem umlaufenden Gesims sowie einer darüber befindlichen Klangarkade mit einer Kirchturmuhr gestaltet. Hinter den Öffnungen hängen zwei Glocken aus dem 14. Jahrhundert. Der Turm schließt mit einem Walmdach sowie einer Kugel, Wetterfahne und einem goldenen Stern ab.

## Ausstattung
Im Innern befindet sich ein Kanzelaltar aus dem Ende des 17. Jahrhunderts. Er ist mit einem geschweiften Korb versehen, dessen Wangen mit Knorpelwerk verziert sind. Er wurde in den Jahren 1930 und 1976 restauriert. Das Prospekt der Orgel stammt ebenfalls aus dem Ende des 17. Jahrhunderts, während die Orgel 1929 von Alexander Schuke aufgebaut wurde. Ein Opferstock konnte von Experten auf das Jahr 1686 datiert werden. Die Hufeisenempore steht auf toskanischen Säulen. Sie sind im Westen gekuppelt, reichen dort bis zur flachen Decke und stützen den Turm. An den Wänden befinden sich insgesamt 27 Totentafeln. Zur weiteren Ausstattung gehören eine Taufschüssel aus Zinn sowie eine Kanne, die auf das 17. Jahrhundert datiert werden konnten. Aus dem 16. Jahrhundert stammen zwei Messingleuchter mit einem runden Fuß und einer Schale. Eine Kasel, die zwei Apostel zeigt, wurde in der zweiten Hälfte des 15. Jahrhunderts angefertigt.